# Rivageois
Les Rivageois est le nom donné aux habitants des communes riveraines de la Meuse à Liège, comprenant  aussi bien les habitants de la vallée que des villages éloignés tels que Tilleur, Jemeppe, Saint-Nicolas, dépendant de la juridiction d'Avroy, Grâce-Hollogne, Ans.

## La révolte des Rivageois
De 1525 à 1531, la Principauté de Liège connaît une période de disette due, entre autres, aux mauvaises récoltes. En mars 1531, le peuple miséreux crie famine et l'agitation gronde, attisée par les luthériens et anabaptistes qui se joignent aux affamés pour demander la liberté de conscience.
Le 2 juillet 1531, partie de Tilleur, une foule armée de 800 hommes tente de pénétrer dans la cité mais les chefs sont achetés par le bourgmestre Johan de Viron, ce qui met en colère la foule rassemblée sur les hauteurs d'Ans. Le lendemain 3 juillet, alors que leur nombre grandit à vue d'œil, les mutins désignent les frères Michel et Goffin Caltrou comme chefs, se répandent dans les villages et sonnent le tocsin  pour ameuter les foules. Trois mille révoltés arrivent sous les murailles, sont d'abord repoussés par les bourgeois et défenseurs repliés dans la cité, puis font le siège de la ville attendant satisfaction d'une lettre de protestation que l'échevin de Tilleur a remise, demandant notamment une meilleure répartition du grain et un meilleur prix.
Alors qu'un accord intervient et que certains mutins commencent à rentrer chez eux, d'autres refusent d'entendre raison et se dirigent vers Avroy où ils pillent les couvents des Augustins, des Guillemins et du Val-Benoit.
Prévenu de l'émeute, Érard de La Marck qui était à Bruxelles depuis le printemps, rentre à Liège le 10 juillet. Le 11 juillet, devant une assemblée réunissant le Chapitre de Saint-Lambert, les bourgmestres, échevins et bons bourgeois de Liège, Érard de la Marck obtient la reconnaissance de l'abomination des crimes et promet la répression sur avis des bourgeois des XXXII bons métiers qui en profitent pour tenter d'obtenir des avantages. Érard assez mécontent, s'adressera à la foule le dimanche 16 juillet et ordonnera la répression.

## La répression
Le lendemain, Guillaume de Meef, Greffier de la Cité parcourt les villages pour faire connaître la sentence aux bourgmestres et officiers de justice qui transmettent les noms de chefs de la mutinerie. Les magistrats désignés par Érard de La Marck lui-même dressèrent une liste de quarante meneurs. Le 24 juillet 1531 les séditieux furent arrêtés excepté quelques-uns qui réussirent à prendre la fuite. Transférés à Liège, incarcérés et torturés, ils furent condamnés à mort comme traîtres et mutins contre la personne du Prince-évêque, l'Église, la Cité et le Pays.
L'exécution par décapitation eut lieu place du Marché dès le 27 juillet, les têtes des suppliciés clouées sur les différentes portes de la Cité.
Cette répression sanglante demeura dans les mémoires pour des générations.

## Hommage
La ville de Liège rend hommage à ces hommes en leur consacrant une rue du quartier des Guillemins : la rue des Rivageois.